# Villa de San Antonio
Villa de San Antonio é uma cidade hondurenha do departamento de Comayagua.